# Yucumo
Yucumo – miasto w Boliwii, w departamencie Beni, w prowincji José Ballivián.